# إبراهيم القصاص

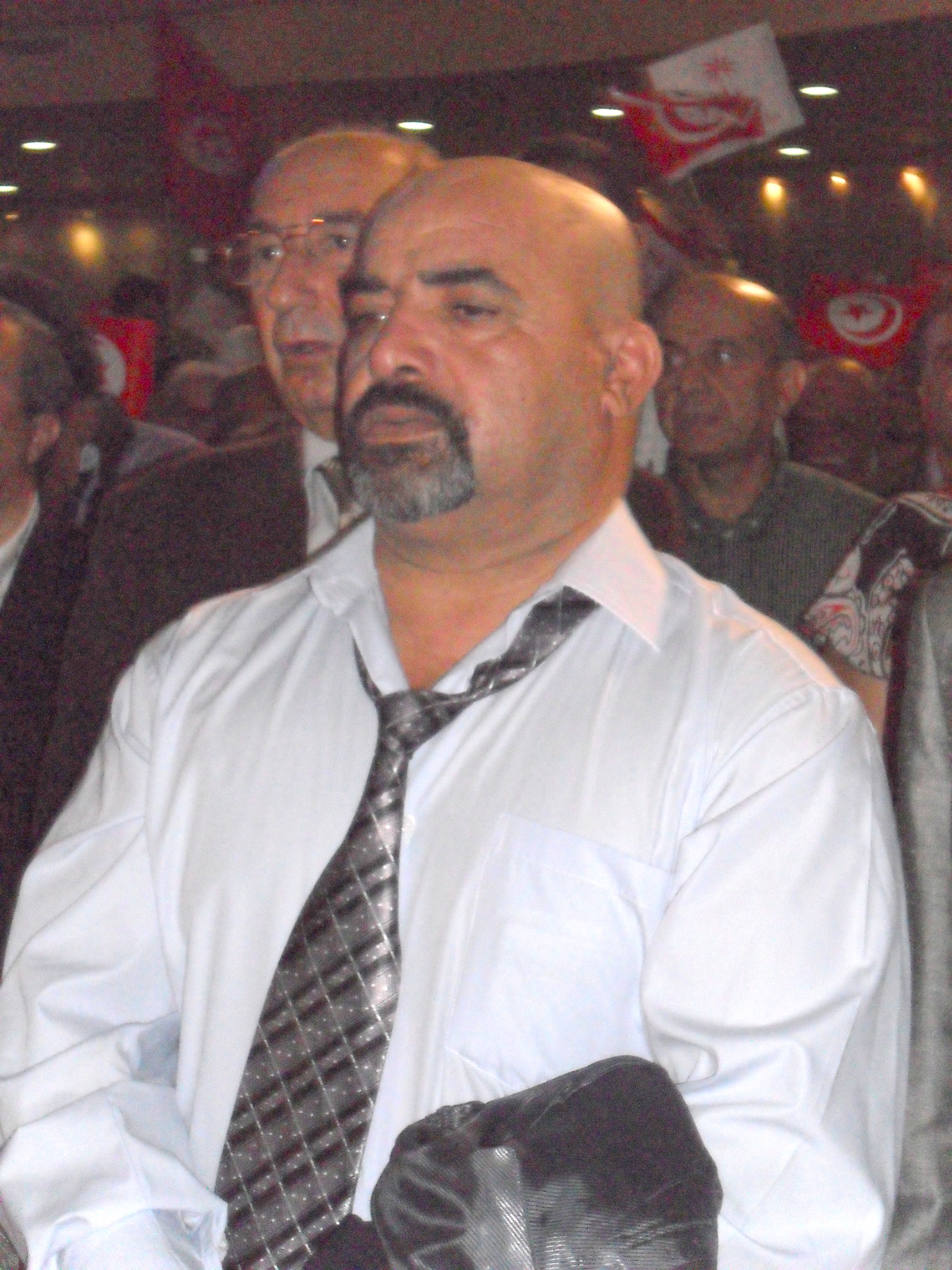
إبراهيم القصاص في اجتماع لحركة نداء تونس في 11 نوفمبر 2012

إبراهيم القصاص (قبلي، 24 جوان 1965- ) هو سياسي تونسي وعضو المجلس الوطني التأسيسي عن ولاية قبلي. عمل إبراهيم القصاص سابقا سائق سيارة اجرة.ولد سنة 1965 بقرية نڨة بڨبلي و تابع تعليمه الثانوي بمعهد ڨبلي إلى أن تخلى عن الدراسة في السنة الثالثة. انتخب على لائحة العريضة الشعبية قبل أن يغادرها وينضم لحركة نداء تونس.